# Sam Hornish junior
Samuel Jon „Sam“ Hornish junior (* 2. Juli 1979 in Defiance, Ohio) ist ein ehemaliger US-amerikanischer Automobilrennfahrer, der für Penske Racing im NASCAR Sprint Cup aktiv war und später Teilzeit in der Xfinity Series fuhr. Zuvor fuhr er für Penske in der Indy Racing League, in der er 2001, 2002 und 2006 die Meisterschaft gewann. Im Jahre 2006 siegte er zudem im Indianapolis 500.

## Karriere

### Frühe Jahre
Hornish Jr. begann mit dem Rennfahren im Alter von elf Jahren im Kartsport. Nachdem er für mehrere Jahre in Nachwuchsserien gefahren war, trat er 1993 der World Karting Association bei, in der er sieben Rennen gewann und 29 Top-5-Ergebnisse erzielte. In der darauffolgenden Saison gewann er mehrere Meisterschaften der World Karting Association, darunter die US- und Canadian Grand Championship, sowie die US Junior Class Grand Championship. 1995 wurde Hornish erneut Champion in der US Grand Championship und gewann neun Rennen. Anschließend wechselte er in der US-amerikanischen U.S. F2000 National Championship, in der er sechs Rennen für das im Familienbesitz befindliche Team fuhr und ein Top-10-Ergebnis in Watkins Glen erzielte. 1997 wechselte Hornish zu Bordin Racing und fuhr zweimal auf den elften Platz, bevor er zu Primus Racing wechselte. Er erzielte einen zweiten Platz auf dem Pikes Peak International Raceway und wurde Siebter in der Meisterschaft.
Im Jahre 1999 ging Hornish zu Shank Racing, für die er in der Toyota Atlantic Series an den Start ging. Er gewann den Titel des Rookie of the Year als bester Neuling der Serie und siegte auf dem Chicago Motor Speedway. Zusätzlich fuhr er die 24 Stunden von Daytona für Intersport Racing.

### Indy Racing League

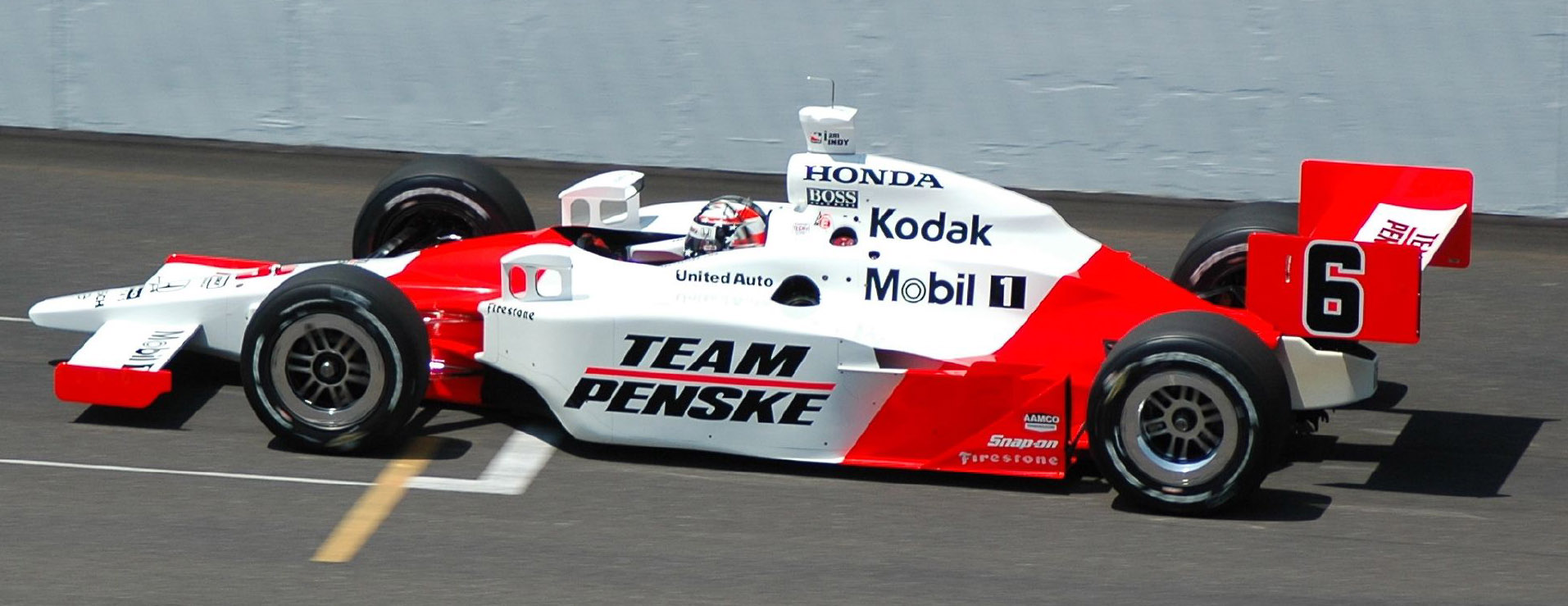
Sam Hornish Jr. beim Training zum Indianapolis 500 im Jahr 2007

Sein erstes Jahr in der Indy Racing League (IRL) bestritt er 2000 für das PDM-Team und erreichte den dritten Gesamtplatz. Im darauf folgenden Jahr fuhr er für Panther und wurde IRL-Meister. 2002 stieg Penske in die IRL ein, Hornish konnte jedoch deren besten Fahrer Hélio Castroneves schlagen und zum zweiten Mal Meister werden.
Im Jahr 2003 wurde er mit dem von einem Cosworth-Chevrolet-Motor angetriebenen Auto des Teams Panther Gesamtfünfter. 2004 wechselte er zu Penske. Er konnte zwar das erste Saisonrennen gewinnen, im Laufe der Saison erwiesen sich jedoch die Honda-Motoren dem von Penske eingesetzten Toyota-Motor überlegen. 2005 wurde er Gesamtdritter hinter zwei Fahrern von Andretti Green Racing.
Am 28. Mai 2006 gewann er, nachdem er bereits auf der Pole-Position gestanden hatte, auch das Rennen Indianapolis 500 mit einem Vorsprung von nur 0,0635 Sekunden vor Marco Andretti. Am Saisonende wurde er außerdem punktgleich Meister vor dem Vorjahres-Champion Dan Wheldon aufgrund der Tatsache, dass er in der Saison 2006 zwei Rennen mehr als Wheldon gewonnen hatte.

### NASCAR

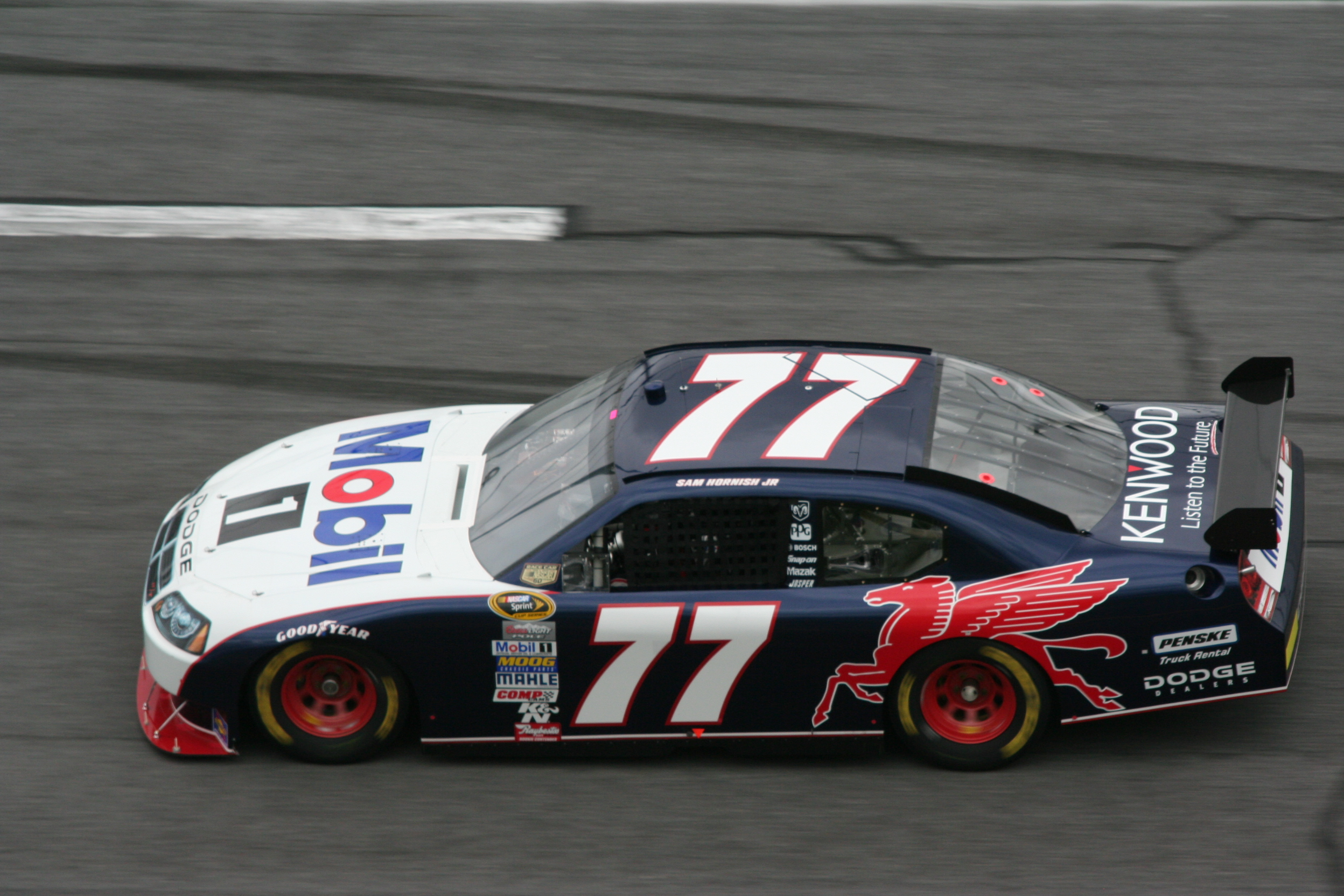
Hornish Jr.’s Wagen 2008

Am 28. Oktober 2006 verkündete Hornish, dass er versuchen würde, die letzten beiden Rennen der NASCAR Busch Series der Saison 2006 für Penske Racing zu fahren, sowie einzelne Rennen in der Saison 2007. In seinen ersten beiden Starts 2006 fuhr er einen von Mobil 1 gesponserten Dodge mit der Startnummer 39, war aber in beiden Rennen in Unfälle verwickelt mit einem 36. Platz als bestes Ergebnis. 2007 ging er mit der Startnummer 12 in sieben Rennen der Busch Series an den Start. Seine beste Platzierung war ein 15. Platz auf dem Atlanta Motor Speedway. Im Herbst 2007 nach dem Ende der IRL-Saison ging Hornish in der Startnummer 06 für Penske im Nextel Cup an den Start und absolvierte zwei Rennen, das Checker Auto Parts 500 auf dem Phoenix International Raceway und das Ford 400 dem Homestead-Miami Speedway, mit einem 30. Platz als bestes Ergebnis.
In der Saison 2008 fuhr er für Penske den Dodge mit der Startnummer 77 und Mobil 1 als Sponsor. Bei seinem ersten Daytona 500 landete Hornish auf dem 15. Platz, während seine Teamkollegen Ryan Newman und Kurt Busch die Plätze eins und zwei belegten. Auch in der Saison 2009 war er für Penske im Sprint Cup aktiv.

## Persönliches
Sam Hornish ist seit 2004 verheiratet. Seit 2001 ist Sam Hornish junior ein Mitglied im Bund der Freimaurer, seine Loge Omega Lodge #564 Defiance, ist in Ohio ansässig.